# Haworthiopsis woolleyi
Haworthiopsis woolleyi coneguda abans com Haworthia woolleyi és una planta succulenta de la subfamília de les asfodelòidies.

## Descripció
Haworthiopsis woolleyi és una petita suculenta de creixement lent que forma rosetes solitàries a lentament profileres de fulles verdes a marronoses. Les rosetes no tenen tija i fan fins a 5 cm de diàmetre. Les fulles són triangulars, la part superior està marcada amb línies verticals, lleugerament escabrides amb tubercles elevats a la part inferior i els marges amb petites dents blanques. Les flors són blanques i apareixen des de la primavera fins a la tardor en un raïm sobre una simple tija llarga.

## Distribució
Haworthiopsis woolleyi es troba a la part sud de la província sud-africana del Cap Oriental, concretament a la divisió Steytlerville.

## Taxonomia
Haworthia woolleyi va ser descrita (Poelln.) G.D.Rowley i publicat a Alsterworthia Int., Special Issue 10: 5, a l'any 2013.
Etimologia
Haworthiopsis: La terminació -opsis deriva del grec ὀψις (opsis), que significa 'aparença', 'semblant' per la qual cosa, Haworthiopsis significa "com a Haworthia", i que honora al botànic britànic Adrian Hardy Haworth (1767-1833).
woolleyi: epítet probablement atorgat a Charles Hugh Frederick Wooley (1894-1969), un dels principals investigadors del Royal Marines i col·leccionista de plantes a Sud-àfrica.
Sinonímia
- Haworthia woolleyi Poelln., Repert. Spec. Nov. Regni Veg. 42: 269 (1937). (Basiònim/Sinònim substituït)
- Haworthia venosa subsp. woolleyi (Poelln.) Halda, Acta Mus. Richnov., Sect. Nat. 4(2): 40 (1997).
- Haworthiopsis venosa var. woolleyi (Poelln.) Breuer, Alsterworthia Int. 16(2): 7 (2016).[4]